# 上石見
上石見（かみいわみ）は、鳥取県日野郡日南町の大字。郵便番号689-5663（日南郵便局管区）。 

## 地理
大倉山南麓、日野川の支流石見川流域の盆地に位置する。町の東南部。南は中国山地の稜線で岡山県と境し、谷田峠・谷田トンネルを経て岡山県神郷町（現新見市）へ通じる。石見川が西流し、川に沿って県道上石見黒坂停車場線が北東から南西に走る。

## 歴史
地名の由来は、孝霊天皇が巡幸して牛鬼退治をした際、「上の岩を見よ」と命じたことにちなむと伝える。
明治22年（1889年）～現在の大字名。はじめ石見村、昭和34年（1959年）からは日南町の大字。
明治22年（1889年）石見村役場、石見村・福成村組合役場が設置され、大正元年（1912年）合併後の石見村役場設置。
商業も盛んで、住民の7割は商人で、残りは農業である。 

## 出身人物・ゆかりのある人物
- 浅田癸男（浅田鮮魚店主、石見村商工会長）[3]。

岡山県阿哲郡神郷町高瀬出身。浅田家は新見藩の典医を務めた旧家にして、応召復員後鮮魚店を経営。住所は日野郡石見村上石見。
- 前原誠司（政治家・日本維新の会）

前原によると「私は京都生まれの京都育ちなんですが、父親が鳥取県の境港、母親は上石見、伯備線の最も岡山寄りのところの出身」という。

## 戸数・人口
明治24年（1891年）の戸数73・人口335。
人口は昭和40年（1965年）547、昭和50年（1975年）417。

## 交通
- JR西日本伯備線上石見駅 - 所在地は日南町大字中石見字寺ノ前。
- 鳥取県道8号新見日南線 - 谷田峠を越えて南の岡山県新見市と繋がる。
- 鳥取県道210号上石見黒坂停車場線

## 施設
上石見郵便局は中石見にあたり、上石見地内にはあたらない。
- 石見地域振興センター